# Yoshie Sakurada
Yoshie Sakurada (櫻田佳恵?, Sakurada Yoshie; Shizuoka, 5 giugno 1984) è una cestista giapponese.

## Carriera
Con il Giappone ha disputato i Campionati mondiali del 2010.